# Mickaël Moh Navarro
Mickaël Moh Navarro (ur. 27 października 1985) – francuski narciarz, specjalista narciarstwa dowolnego. Nigdy nie startował na mistrzostwach świata ani na igrzyskach olimpijskich. Najlepsze wyniki w Pucharze Świata osiągnął w sezonach sezonie 2003/2004, kiedy to zajął 12. miejsce w klasyfikacji generalnej, a w klasyfikacji halfpipe’a był piąty.
W 2005 r. zakończył karierę.

## Sukcesy

### Miejsca w klasyfikacji generalnej
- 2001/2002 – 44.
- 2002/2003 – 31.
- 2003/2004 – 12.

### Miejsca na podium
1. Les Contamines – 8 marca 2004 (Halfpipe) – 2. miejsce